# Jesús Tepactepec
Jesús Tepactepec es una localidad del estado mexicano de Tlaxcala, localizado en el municipio de Natívitas y casi en el límite con el estado de Puebla.
Jesús Tepactepec se encuentra localizado en las coordenadas geográficas 19°13′45″N 98°18′51″O / 19.22917, -98.31417 y a una altitud de 2 200 en la zona central del Valle de Puebla-Tlaxcala, se encuentra prácticamente conurbado con la cabecera municipal, el pueblo de Natívitas y su principal atractivo es el Santuario del Padre Jesús de los Tres Caminos, situado en el centro del pueblo y en donde se venera la imagen del Padre Jesús de los Tres Caminos y cuyas festividades se realizan en el mes de marzo de cada año; el 15 de marzo de 2013 durante la procesión con la cual se festejaba el cuarto viernes de cuaresma ocurrió una explosión de pirotecnia, que causó 17 muertos y 153 lesionados.
Jesús Tepactepec ha variado su denominación a lo largo de los años, a inicios del siglo XX era nombrado simplemente como Jesús, posteriormente recibió la denominación de Tepactepec y finalmente alrededor de 1930 recibió la denominación actual de Jesús Tepectepec, en 1990 el Instituto Nacional de Estadística y Geografía la suprimió como localidad al considerarla conurbada con Natívitas, sin embargo en 2005 el mismo instituto la restableció como localidad independiente. De acuerdo a los resultados del mismo INEGI en el censo de población y vivienda de 2010, la población de Jesús Tepactepec era de 1 035 habitantes, de los que 493 son hombres y 542 son mujeres.